# Chrysometa guadeloupensis
Chrysometa guadeloupensis är en spindelart som beskrevs av Claude Lévi 1986. Chrysometa guadeloupensis ingår i släktet Chrysometa och familjen käkspindlar. Inga underarter finns listade i Catalogue of Life.